# Szramowo (województwo pomorskie)
Szramowo – wieś w Polsce w województwie pomorskim, w powiecie kwidzyńskim, w gminie Prabuty.
W latach 1975–1998 miejscowość położona była w województwie elbląskim.